# San Nicolás de los Agustinos
San Nicolás de los Agustinos es una localidad del municipio de Salvatierra, es la tercera localidad más poblada del municipio, detrás de Urireo. 

## Historia reciente
En la localidad ocurrió un atentado donde sicarios del Cártel de Santa Rosa de Lima irrumpieron en un taller de motocicletas, abriendo fuego y matando a siete personas e hiriendo a dos que se encontraban en el lugar. No fue hasta el 5 de octubre del mismo año que fueron detenidos tres delincuentes que participaron en el ataque.